# República Socialista Eslovaca
La República Socialista Eslovaca fue entre 1969 y 1990, (eslovaco: Slovenská socialistická republika, SSR) una de las dos repúblicas federales constituyentes que conformaron a la antigua Checoslovaquia, entre 1969 y 1992. Es el antecesor directo de la actual Eslovaquia. El nombre fue usado entre el 1 de enero de 1969 y marzo de 1990. Después de la caída del régimen comunista, su nombre fue cambiado a República Eslovaca. La capital de la República Socialista Eslovaca era Bratislava.

## Historia
Tras la ocupación soviética de 1968, las reformas emprendidas por el gobierno de Alexander Dubček fueron suprimidas, excepto la de convertir a la República Socialista de Checoslovaquia en un Estado federal. El país fue dividido en dos repúblicas: la República Socialista Checa y la República Socialista Eslovaca por la Ley Constitucional de la Federación, aprobada el 28 de octubre de 1968 y que entró en vigor el 1 de enero de 1969. Fueron creados nuevos parlamentos nacionales (el Consejo Nacional Checo y el Consejo Nacional Eslovaco) y el parlamento nacional fue renombrado Asamblea Federal y dividido en dos cámaras: la Cámara del Pueblo y la Cámara de las Naciones. Fue aprobado así mismo un complejo sistema electoral para su elección.
Tras la caída del régimen en la Revolución de Terciopelo de 1989 fue retirada la denominación de socialista y la República Socialista Eslovaca se convirtió en la República Eslovaca aunque aún dentro de Checoslovaquia. El complejo sistema electoral (donde de facto había 5 órganos diferentes cada uno de ellos con derecho de veto) se mantuvo, complicando y retrasando las decisiones políticas durante la transición a la economía de mercado. En 1993, debido a la disolución de Checoslovaquia, la República Eslovaca se convirtió en un Estado independiente.

## Jefes de gobierno
| # |  | Primer ministro | Fecha de inicio         | Fecha de fin            | Partido                                                   |
| - |  | --------------- | ----------------------- | ----------------------- | --------------------------------------------------------- |
| 1 |  | Štefan Sádovský | 2 de enero de 1969      | 4 de mayo de 1969       | Comunista                                                 |
| 2 |  | Peter Colotka   | 4 de mayo de 1969       | 12 de octubre de 1988   | Comunista                                                 |
| 3 |  | Ivan Knotek     | 12 de octubre de 1988   | 22 de junio de 1989     | Comunista                                                 |
| 4 |  | Pavel Hrivnák   | 22 de junio de 1989     | 8 de diciembre de 1989  | Comunista                                                 |
| 5 |  | Milan Čič       | 10 de diciembre de 1989 | 27 de junio de 1990     | Comunista                                                 |
| 6 |  | Vladimír Mečiar | 27 de junio de 1990     | 6 de mayo de 1991       | Público Contra la Violencia                               |
| 7 |  | Ján Čarnogurský | 6 de mayo de 1991       | 24 de junio de 1992     | Movimiento Demócrata Cristiano                            |
| 8 |  | Vladimír Mečiar | 24 de junio de 1992     | 31 de diciembre de 1992 | Partido Popular-Movimiento por una Eslovaquia Democrática |